# مارتین هاوکینز
مارتین هاوکینز (انگلیسی: Martin Hawkins؛ ۲۰ فوریه ۱۸۸۸ – October 27, 1959 (aged 71)) ورزشکار دو و میدانی اهل ایالات متحده آمریکا بود.
وی در مسابقات کشوری و بین‌المللی در مجموع برندهٔ ۱ مدال برنز شده‌است.